# نكدب لو قلنا ما بنحبش (مسلسل)
نكدب لو قلنا ما بنحبش، مسلسل تلفزيوني مصري عرض في رمضان 1434هـ/2013م.

## قصة المسلسل
تدور أحداث المسلسل حول مريم "يسرا"، التي ترتبط بأسرتها وتساعدهم بشكل دائم، وتفكر في سعادة من حولها إلى أن يحدث ما يغير حياتها بشكل كامل، ويجعلها تعيد التفكير في طريقتها بالحياة.

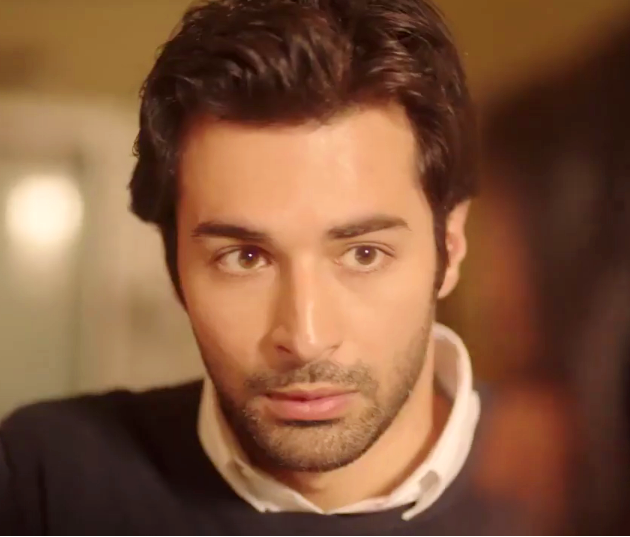
أحمد حاتم في دور نائل

## بطولة
| - يسرا - مصطفى فهمي - ورد الخال - رجاء الجداوي - رفيق علي أحمد | - أحمد داود - نسرين أمين - محمد شاهين - أمينة خليل - محمد سلام | - عمرو صالح - يارا جبران - أحمد حاتم - أمير صلاح - كارمن بصيبص | - نهلة زكي - صبري عبد المنعم - كارلا بطرس - لؤي عمران - عبير فاروق |